# 劉熙儕
劉熙儕（1990年11月11日—），常译为刘熙帝、劉希濟、余熙濟、柳熙濟，韓國男演員。

## 演出作品

### 電視劇
- 2015年：JTBC《錐子》飾演 小隊信使
- 2016年：Naver TV《你懂戀愛嗎》飾演 燕山
- 2016年：JTBC《老婆這週要出牆》飾演 服務生
- 2020年：OCN《如實陳述》飾演 李智珉
- 2020年：JTBC《私生活》飾演 朴泰柱[4]
- 2021年：Netflix《寧靜海》飾演 E2宇宙探測隊隊員[5]
- 2021年：Coupang Play《某一天》飾演 都志泰的左右手，綽號「接骨師」[6]
- 2022年：Disney+《地下菁英》飾演 馬尼拉換錢所職員
- 2023年：tvN《有利的詐欺》飾演 Nasa[7]
- 2023年：Genie TV、ENA《新兵2》飾演 車勳[8]
- 2023年：JTBC《歡迎回到三達里》飾演 趙尚泰（年轻时期）
- 2024年：SBS《聯結》饰演 孔镇旭

### 電影
- 2017年：《刪除現場（朝鲜语：지워야 산다）》飾演 在燮
- 2018年：《婚禮的那一天（朝鲜语：너의 결혼식 (영화)）》飾演 澤基的朋友們
- 2018年：《明天我要拯救昨天的你（朝鲜语：다시, 봄）》飾演 田徑隊
- 2018年：《辣椒》飾演 男友
- 2019年：《國民英雄》飾演 將九
- 2019年：《朝鮮鄉民團（朝鲜语：광대들: 풍문조작단）》飾演 清掃大師

### 話劇
- 2013年：《好奇心》
- 2014年：《密陽夏季公演藝術慶典—下雪的夜晚》
- 2015年：《小鳥電影》
- 2015-2016年：《阿里郎狂想曲》
- 2016年：《閃曜阿里郎》
- 2016年：《起床，哈姆雷特》
- 2016年：《月亮》
- 2016-2018年：《落花》
- 2017年：《什麼都沒有的這夜晚》
- 2017年：《創造經濟公共劇場—火之戰車》
- 2018年：《戀愛史》
- 2019年：《什麼都沒有的這夜晚》
- 2021年：《猪飼野自行車》
- 2021年：《化妝室》
- 2022年：《越過柵欄開始吹起秋風》
- 2022年：《初選議員》
- 2022年：《伊卡伊諾自行車》
- 2023年：《鎖骨上睡著天使》
- 2023年：《越過柵欄開始吹起秋風》
- 2024年：《Ikaino Bike》

## 外部連結
- 劉熙儕的Instagram帳戶
- 劉熙儕在NAVER上的资料
- 劉熙儕在韩国电影数据库（KMDb）上的資料（韓語）
- 劉熙儕在互联网电影资料库（IMDb）上的資料（英文）
- 劉熙儕在豆瓣上的资料（简体中文）